# Loch Coulside
Loch Coulside är en sjö i Storbritannien.   Den ligger i kommunen Highland och riksdelen Skottland, i den norra delen av landet, 800 km norr om huvudstaden London. Loch Coulside ligger 209 meter över havet.Trakten runt Loch Coulside består i huvudsak av gräsmarker.